# کومسومولسکی (شهرستان دووانسکی، باشقیرستان)
کومسومولسکی (انگلیسی: Komsomolsky, Duvansky District, Republic of Bashkortostan) یک شهرک در شهرستان دووانسکی در استان باشقیرستان کشور روسیه است.